# Дмитриевская сельская территория
Дмитриевская сельская территория — административно-территориальная единица Старооскольского городского округа включающая в себя 3 населенных пункта: Дмитриевка, Чужиково, Малый Присынок. Административный центр — село Дмитриевка.

## Состав сельской территории
| № | Населённый пункт | Тип населённого пункта       | Население |
| - | ---------------- | ---------------------------- | --------- |
| 1 | Дмитриевка       | село, административный центр | ↘719      |
| 2 | Малый Присынок   | поселок                      | ↘50       |
| 3 | Чужиково         | село                         | ↘243      |

## Географические данные
| Общая площадь        | 6280 га. |
| -------------------- | -------- |
| Сельхозугодья        | 3864 га. |
| Пашня                | 3507 га. |
| Сенокосы, пастбища   | 357 га.  |
| Леса и лесополосы    | 690 га.  |
| Реки, пруды, водоемы | 30,6 га. |
| Протяженность дорог  | 43 км.   |